# Mycalesis transiens
Mycalesis transiens är en fjärilsart som beskrevs av Hans Fruhstorfer 1908. Mycalesis transiens ingår i släktet Mycalesis och familjen praktfjärilar. Inga underarter finns listade i Catalogue of Life.